# لیان (ویرجینیای غربی)
لیان(به انگلیسی: Leon) شهری در ایالت ویرجینیای غربی کشور ایالات متحده آمریکا است که جمعیت آن در سرشماری سال ۲۰۱۰ میلادی، ۱۵۸ نفر بوده‌است.